# Powiat Törökszentmiklós
Powiat Törökszentmiklós (węg. Törökszentmiklósi járás) – jeden z siedmiu powiatów komitatu Jász-Nagykun-Szolnok na Węgrzech. Siedzibą władz jest miasto Törökszentmiklós.

## Miejscowości powiatu Törökszentmiklós
- Fegyvernek
- Kengyel
- Kuncsorba
- Örményes
- Szajol
- Tiszabő
- Tiszapüspöki
- Tiszatenyő
- Törökszentmiklós